# Краниосакральная терапия
Краниосакральная терапия или краниальная остеопатия — псевдонаучный метод, применяемый некоторыми остеопатами, при котором производятся попытки скорректировать положение костей черепа. Метод основан на фундаментальных заблуждениях об анатомии и физиологии человеческого черепа.
Медицинские исследования не нашли доказательств того, что краниосакральная терапия может приносить хоть какую-то пользу для здоровья. К тому же, попытки манипулировать костями черепа путём надавливаний могут быть вредными, особенно для детей, ввиду несросшихся костей черепа. Практикующие «терапию» остеопаты зачастую ставят противоречивые и взаимоисключающие диагнозы одним и тем же пациентам.

## Вопросы к эффективности и безопасности
Остеопаты, практикующие краниосаркальную терапию, утверждают, что существуют некие ритмические движения костей черепа, обусловленные движениями спинномозговой жидкости или изменениями артериального давления. Концептуальная основа «терапии» заключается в том, чтобы с помощью пальпации черепа обнаружить эти ритмические движения костей черепа. Далее, якобы оказанием давления на череп можно манипулировать костями черепа для достижения терапевтического результата. Во взрослом возрасте все кости черепа, кроме нижней челюсти, соединены окостеневшими швами. Сама идея, что неподвижные кости можно перемещать с помощью манипуляций пальцами несовместима с анатомией и физиологией человека.
Доказательная база краниосаркальной терапии скудна и не имеет биологически правдоподобного механизма. В отсутствие медицинских исследований адекватного качества кранисакральная терапия представляет собой псевдонауку.
Существуют также большие вопросы по поводу безопасности такой «терапии». На момент 2018 года были зарегистрированы, как минимум, две смерти в результате манипуляций остеопатов с черепами. В небольшом исследовании у участников с травмами головы симптомы ухудшались после краниосакральной терапии. Кроме того, если использовать подобную «терапию» в качестве единственного метода лечения серьёзных заболеваний, это чревато серьёзными осложнениями.